# Михаил Дудаш
Михаил Дудаш (Нови Сад, 1. новембар 1989) српски је атлетичар.
Ожењен је глумицом Анђелом Јовановић.

## Биографија
Прву велику медаљу освојио је на Светском првенству за јуниоре 2008 године у Бидгошћу. Сакупио је 7663 бода и поставио нови јуниорски рекорд Србије што је било довољно за бронзану медаљу.
На Европском првенству за млађе сениоре је освојио две бронзане медаље. Прву 2009. у Каунасу а другу две године касније у Острави где је поставио нов државни рекорд у десетобоју 8117 бодова стар 21 годину.
На Светском првенству на отвореном 2011. у Тегу заузео је 6. место у десетобоју и са 8.256 бодова поставио нови национални рекорд, а такође је испунио и А норму за Летње олимпијске игре 2012.
На Европском првенству у Хелсинкију 2012. године у десетобоју заузео је 4. место са 8154 бодова.
Учествовао је на Летњим Олимпијским Играма у Лондону 2012, али је из здравствених разлога остао без резултата и пласмана.
Своју прву сениорску медаљу и то опет бронзану освојио је на Европском дворанском првенству у Гетеборгу 2013. године са новим националним рекордом од 6099 бодова.
На Светском првенству на отвореном 2013. у Москви заузео је 14. место у десетобоју и са 8.275 бодова поставио нови национални рекорд.
Због великих проблема са Ахиловим тетивама, здравствени тим се одлучио за операцију која је спроведена у Финској 2014 године.
Бронзани дечко на Европском првенству у Амстердаму 2016. године осваја своју пету бронзану медаљу са 8153 бода и са овим резултатом испуњава критеријум за одлазак на Летње олимпијске игре 2016.
На Олимпијским Играма у Рију 2016 због здравствених разлога остаје без резултата и пласмана.
Члан је атлетског клуба Војводина из Новог Сада.
Тренер му је Душко Миличић (Горан Обрадовић Челе до 2011, Феђа Камаси до 2019). Такмичи се у вишебоју, десетобоју на отвореном и седмобоју у дворани. Држи националне рекорде у обе дисциплине.

## Најбољи резултати
| Дисциплина         | Лични рекорд    |
| ------------------ | --------------- |
| 100 метара         | 10,67           |
| скок удаљ          | 7,63            |
| кугла              | 15,01 (дворана) |
| скок увис          | 2,08 (дворана)  |
| 400 метара         | 47,47           |
| 110 метара препоне | 14,52           |
| диск               | 47,34           |
| скок мотком        | 5,10 (дворана)  |
| копље              | 59,98           |
| 1500 метара        | 4:24,30         |

## Успеси
| Година | Такмичење                           | Локација             | Место  | Дисциплина | Бодови |
| Србија | Србија                              | Србија               | Србија | Србија     | Србија |
| ------ | ----------------------------------- | -------------------- | ------ | ---------- | ------ |
| 2007.  | Европско првенство за јуниоре       | Хенгело, Холандија   | 15.    | Десетобој  | 7072   |
| 2008.  | Светско првенство за јуниоре        | Бидгошч, Пољска      | 3.     | Десетобој  | 7663   |
| 2009.  | Европско првенство за млађе сениоре | Каунас, Литванија    | 3.     | Десетобој  | 7855   |
| 2010.  | Европско првенство на отвореном     | Барселона, Шпанија   | БП     | Десетобој  | /      |
| 2010.  | Континентални куп                   | Сплит, Хрватска      | 7.     | Скок увис  | 1,98 m  |
| 2011.  | Европско првенство за млађе сениоре | Острава, Чешка       | 3.     | Десетобој  | 8117   |
| 2011.  | Светско првенство на отвореном      | Тегу, Јужна Кореја   | 6.     | Десетобој  | 8256   |
| 2012.  | Европско првенство на отвореном     | Хелсинки, Финска     | 4.     | Десетобој  | 8154   |
| 2012.  | Олимпијске игре                     | Лондон, УК           | БП     | Десетобој  | /      |
| 2013.  | Европско првенство у дворани        | Гетеборг, Шведска    | 3.     | Седмобој   | 6099   |
| 2013.  | Светско првенство                   | Москва, Русија       | 14.    | Десетобој  | 8275   |
| 2016.  | Европско првенство на отвореном     | Амстердам, Холандија | 3.     | Десетобој  | 8153   |
| 2016.  | Олимпијске игре                     | Рио, Бразил          | БП     | Десетобој  | /      |
| 2017.  | Европско првенство у дворани        | Београд, Србија      | 14.    | Седмобој   | 5239   |
| 2017.  | Светско првенство на отвореном      | Лондон, УК           | БП     | Десетобој  | /      |